# Ясёнувка (гмина)
Ясёнувка (пол. Jasionówka) — сельская гмина (волость) в Польше, входит как административная единица в Монькский повет, Подляское воеводство. Население — 3023 человека (на 2004 год). Административный центр гмины — деревня Ясёнувка.

## Демография
| Перепись                       | Всего   | Всего | Женщины | Женщины | Мужчины | Мужчины |
| ------------------------------ | ------- | ----- | ------- | ------- | ------- | ------- |
| Единицы                        | человек | %     | человек | %       | человек | %       |
| Население                      | 3023    | 100   | 1468    | 48,6    | 1555    | 51,4    |
| Плотность населения (чел./км²) | 31,3    | 31,3  | 15,2    | 15,2    | 16,1    | 16,1    |

## Поселения
1. Бжозувка-Фольварчна
2. Чарнысток
3. Добжинювка
4. Гурнысток
5. Ясёнувечка
6. Ясёнувка
7. Калинувка-Крулевска
8. Камёнка
9. Конты
10. Козинец
11. Красне-Фольварчне
12. Красне-Мале
13. Красне-Старе
14. Кшива
15. Куйбеды
16. Ленкобуды
17. Милевске
18. Сломянка

## Соседние гмины
1. Гмина Чарна-Белостоцка
2. Гмина Ясвилы
3. Гмина Кнышин
4. Гмина Корыцин